# Élise Rieuf
Élise Rieuf, née Élise Marie Rieuf le 29 juin 1897 à Massiac (Cantal) et morte à Murat le 18 mai 1990, est une peintre française. 

## Biographie
Son père, Antoine Rieuf, conducteur des ponts et chaussées, avait supervisé les travaux du viaduc de Garabit construit par Gustave Eiffel. Il avait épousé en premières noces la sœur de l'ingénieur Basile Malaval, auteur de différents ouvrages sur le port d'Alexandrie et le Rio Grande. Deux enfants naissent de cette union. À la mort de sa femme, Antoine Rieuf convole en secondes noces avec la sœur cadette de sa défunte épouse. C'est de cette union que naît Élise Rieuf en 1897. 
En 1908, Antoine Rieuf fait l'acquisition, à Massiac, d'une demeure qui servait de relais de poste sous l'Ancien Régime. Cette maison deviendra la maison familiale des Rieuf. Élise la peint de nombreuses fois. 
En 1915, Élise entre à l’École des Beaux-Arts de Clermont-Ferrand, qu'elle quitte en 1918 pour entrer à l'Académie Lacaze à Paris, où l'on prépare au professorat de dessin. Elle y rencontre Marguerite Jeanne Carpentier, peintre, sculpteur. Elle devient une fidèle de l’atelier de celle-ci à Auteuil, où viennent travailler d'autres jeunes femmes artistes. Au sortir de ses études, Élise Rieuf enseigne le dessin à Düsseldorf (1923) dans l'Allemagne occupée par l'armée française après la victoire de 1918 et à Agen en Lot-et-Garonne (1925). 
En 1927, Élise Rieuf épouse Paul Veysseyre, architecte à Shanghai (agence Léonard et Veysseyre) ; Alexandre Léonard et lui viennent de construire le Cercle sportif français de Shanghaï, aujourd’hui hall d'entrée de l'hôtel Okusa. Elle part en Chine au lendemain de son mariage. Mais celui-ci ne met pas fin à ses aspirations artistiques. Elle expose au Shanghaï Art Club jusqu’en 1930, date à laquelle elle se sépare de son mari et revient en France en rapportant la totalité des œuvres exécutées pendant son séjour, souvent considérées comme les meilleures de sa production. Son voyage à Shanghai dévoile la palette de ses talents : croquis pris au coin des rues, portrait d’un bébé brossé à larges traits ou paysage pris sur le vif, dans toute la beauté de la vie quotidienne.
De retour en France, elle enseigne successivement à Charleville, Aurillac et Lyon (1930-1936). Parallèlement, elle ne cesse de peindre, que ce soit au cours de ses voyages à travers l’Europe, de ses séjours annuels en Auvergne ou dans son atelier.
En 1937, elle est nommée professeur à Saint-Cloud. Dans les années qui suivent, elle obtient un poste à Sèvres, avant de devenir professeur de dessin au lycée Molière, à Paris, qu'elle ne quitte qu'en 1960. Elle se rapproche alors de son maître, Marguerite Jeanne Carpentier, et expose régulièrement aux salons. 
C'est au cours des années 1940-1942 qu'elle rédige un manuscrit consacré à la peinture, La leçon des Maîtres. 
Lorsqu'elle prend sa retraite en 1960, Élise Rieuf se retire auprès de ses neveux et nièces, à Aix-en-Provence. Elle y passe de très heureuses années, consacrées à la lecture et la peinture. Elle y est entourée d'un cénacle d'amis intellectuels et d'artistes. Elle met à profit ses moments de liberté pour voyager.
En 1986, Élise Rieuf quitte Aix-en-Provence pour Massiac, et meurt à Murat en 1990, laissant une correspondance et des carnets de dessin qui témoignent d'une vigueur intellectuelle et artistique demeurée intacte jusque dans ses dernières années. Ses œuvres sont exposées dans des musées locaux et font régulièrement les beaux jours des ventes aux enchères même si leur cote n'est pas très élevée.
Le musée municipal de Massiac porte son nom. Il conserve environ 170 œuvres (huiles, pastels, aquarelles, dessins) de l'artiste, en particulier une quarantaine de belles productions de son séjour en Chine. Cette collection vient d'une donation faite en 1991 par Charles Rieuf, neveu d'Élise Rieuf, à la ville de Massiac. En mai-juin 2010, des œuvres de la période chinoise ont été exposées à Shanghai au musée Xu Hui à l'occasion de l'Exposition universelle de 2010.